# Milliseconde
| Kleinere eenheden | Kleinere eenheden | Kleinere eenheden |
| factor            | naam              | symbool           |
| ----------------- | ----------------- | ----------------- |
| 10−30             | quectoseconde     | qs                |
| 10−27             | rontoseconde      | rs                |
| 10−24             | yoctoseconde      | ys                |
| 10−21             | zeptoseconde      | zs                |
| 10−18             | attoseconde       | as                |
| 10−15             | femtoseconde      | fs                |
| 10−12             | picoseconde       | ps                |
| 10−9              | nanoseconde       | ns                |
| 10−6              | microseconde      | µs                |
| 10−3              | milliseconde      | ms                |
| 1                 | seconde           | s                 |
| 103               | kiloseconde       | ks                |

Een milliseconde is een duizendste van een seconde (10−3 van een seconde of 1 ms). Het woord wordt gevormd door het voorvoegsel milli, gevoegd bij de eenheid seconde.

## Trivia
- In een milliseconde legt een auto die 108 kilometer per uur rijdt 3 centimeter af.
- In een milliseconde legt het licht een afstand van 299.792 meter af.
- Eén milliseconde is de tijd die het 5G-netwerk voor telecommunicatie nodig heeft om data van het ene apparaat naar het andere te versturen.[1]